# Paliculus foliatus
Paliculus foliatus is een krabbensoort uit de familie van de Palicidae. De wetenschappelijke naam van de soort is voor het eerst geldig gepubliceerd in 2000 door Castro.